# Rupika De Silva
Rupika Damayanthi De Silva é uma activista da paz e dos direitos das mulheres do Sri Lanka. Ela é a fundadora da organização não governamental Saviya Development Foundation que apoia a construção da paz e os direitos das mulheres e crianças. Ela trabalhou para unificar as mulheres cingalesas no norte das Filipinas com as mulheres tâmeis no sul. Em 2004, De Silva trabalhou para ajudar as mulheres afectadas pelo terramoto e tsunami no Oceano Índico.
Em 2012 De Silva recebeu o Prémio N-Peace como um modelo para a paz.  Ela é membro da Organização para Mulheres na Ciência para o Mundo em Desenvolvimento (OWSD).